# Regeringen Jóannes Eidesgaard II
Jóannes Eidesgaards anden regering var Færøernes regering fra 4. februar til 26. september 2008. Den var en koalition mellem Javnaðarflokkurin (med Jóannes Eidesgaard som lagmand), Tjóðveldi og Miðflokkurin. Regeringen blev etableret efter lagtingsvalget 2008 med et klart centrum- og venstreorientert, og ikke mindst selvstyresøgende, udgangspunkt. De tre partiers partibogstarver er C, E og H, landsstyret er ofte blevet kaldt CHE-koalitionen, eller på færøsk: CHE-samgongan.
På grund af interne stridigheder, som bestod i uenighed om kontorlokaler som udløsende årsag, trak Tjóðveldi seg ud af regeringen den 15. september, og forårsagede dermed en regeringskrise. Dette banede vejen for Kaj Leo Johannesens første regering den 26. september 2008.
|                                | Minister              | Parti | Fra             | Til                |
| ------------------------------ | --------------------- | ----- | --------------- | ------------------ |
| Lagmand                        | Jóannes Eidesgaard    | JF    | 4. februar 2008 | 26. september 2008 |
| Vicelagmand                    | Høgni Hoydal          | T     | 4. februar 2008 | 15. september 2008 |
| Ministerium                    | Minister              | Parti | Fra             | Til                |
| Udenrigsministeriet            | Høgni Hoydal          | T     | 4. februar 2008 | 15. september 2008 |
| Social- og sundhedsministeriet | Hans Pauli Strøm      | JF    | 4. februar 2008 | 26. september 2008 |
| Justitsministeriet             | Helena Dam á Neystabø | JF    | 4. februar 2008 | 26. september 2008 |
| Fiskeriministeriet             | Tórbjørn Jacobsen     | T     | 4. februar 2008 | 15. september 2008 |
| Kulturministeriet              | Óluva Klettskarð      | T     | 30. august 2008 | 15. september 2008 |
|                                | Kristina Háfoss       | T     | 4. februar 2008 | 30. august 2008    |
| Erhvervsministeriet            | Bjørt Samuelsen       | T     | 4. februar 2008 | 15. september 2008 |
| Finansministeriet              | Karsten Hansen        | MF    | 4. februar 2008 | 26. september 2008 |